# Quinta Aliá
A Quinta Aliá (em hebraico: העלייה החמישית; romaniz.: HaAliyah HaHamishit) foi a quinta onda de migração de judeus para a região da Palestina, ocorrida entre os anos de 1929 e 1939. Nesse período, 225.000 a 300.000 imigrantes judeus (olim) chegaram à região, vindos da Europa e da Ásia. 
A Quinta Aliá teve início após a recuperação da crise econômica de 1927 no Mandato Britânico da Palestina e após os Tumultos palestinos de 1929, ocorridos no fim do período da Quarta Aliá. 
Entre 1933 e 1939, o início da perseguição racial na Alemanha nazista transformou essa aliá em uma migração em massa, com pelo menos 55.000 judeus emigrando da Europa Central para a Palestina ou passando a residir na região em caráter semipermanente. Os motins árabes de 1936-1939 no Mandato da Palestina enfraqueceram a onda de imigração, mas durante os anos de 1938-1939 milhares de imigrantes judeus chegaram, alguns deles ilegalmente. O Livro Branco Britânico de 1939 restringiu severamente a imigração judaica. O início da Segunda Guerra Mundial alguns meses depois também contribuiu para a suspensão da imigração para o Mandato Britânico da Palestina.

## As causas da imigração
- A ascensão ao poder de Hitler e do Partido Nazista causou enorme perturbação na vida dos judeus na Alemanha e na Europa Oriental. À medida em que a perseguição nazista aumentava o controle sobre a população judaica, muitos que desejavam deixar a Alemanha eram impedidos pelas leis de imigração do Terceiro Reich, forçando-os a ficar e a sofrer com a enorme onda de antissemitismo aberto que varria o país. Em uma tentativa de amenizar esse problema, a agência judaica e as autoridades nazistas chegaram, em agosto de 1933, a um acordo de transferência (heskem ha'avara) estipulando que os judeus que deixassem a Alemanha seriam reembolsados por seus bens, embora a lei alemã da época exigisse que eles desistissem de seus bens para poder sair. Essas disposições foram combinadas com uma permissão para a importação de mercadorias alemãs para a Palestina. Embora não tenha sido destinado a ser um acordo permanente, o Acordo de Haavara atendeu aos interesses de ambos os lados da disputa e ajudou a facilitar a imigração judaica contínua para a região.
- A troca do administrador colonial britânico – o novo administrador colonial britânico, Arthur Wauchope, era pró-sionista, concedendo muitas autorizações de imigração e incentivando a economia judaica e o assentamento sionista.
- O crescimento econômico na Palestina – o acordo de transmissão com a Alemanha trazendo grandes quantias de dinheiro foi um ponto de partida para a recuperação da economia judaica na Palestina após a crise do final da década de 1920.
- O fechamento das fronteiras dos Estados Unidos – em 1921, os Estados Unidos decidiram restringir severamente a imigração. Mesmo durante o período da Quinta Aliyah, suas fronteiras permaneceram fechadas para a maioria dos imigrantes, apesar da perseguição aos judeus na Europa.
- O antissemitismo prevaleceu no mundo – muitos outros regimes, principalmente em países europeus, adotaram uma política de antissemitismo que encorajou tumultos, perseguições e limitações econômicas e sociais aos judeus.

## Galeria

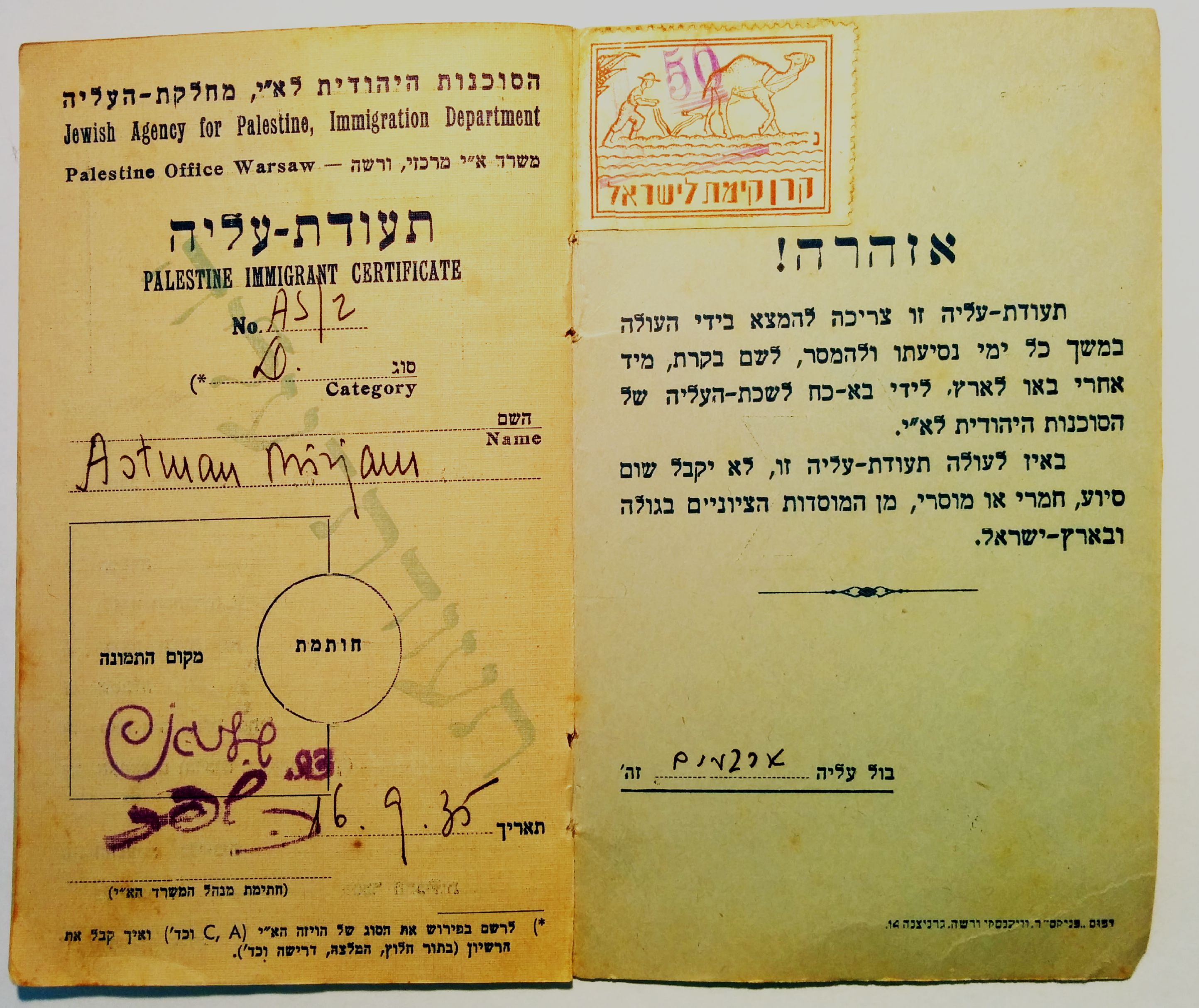
Certificado de um imigrante palestino emitido em Varsóvia (16-9-1935) pela Agência Judaica
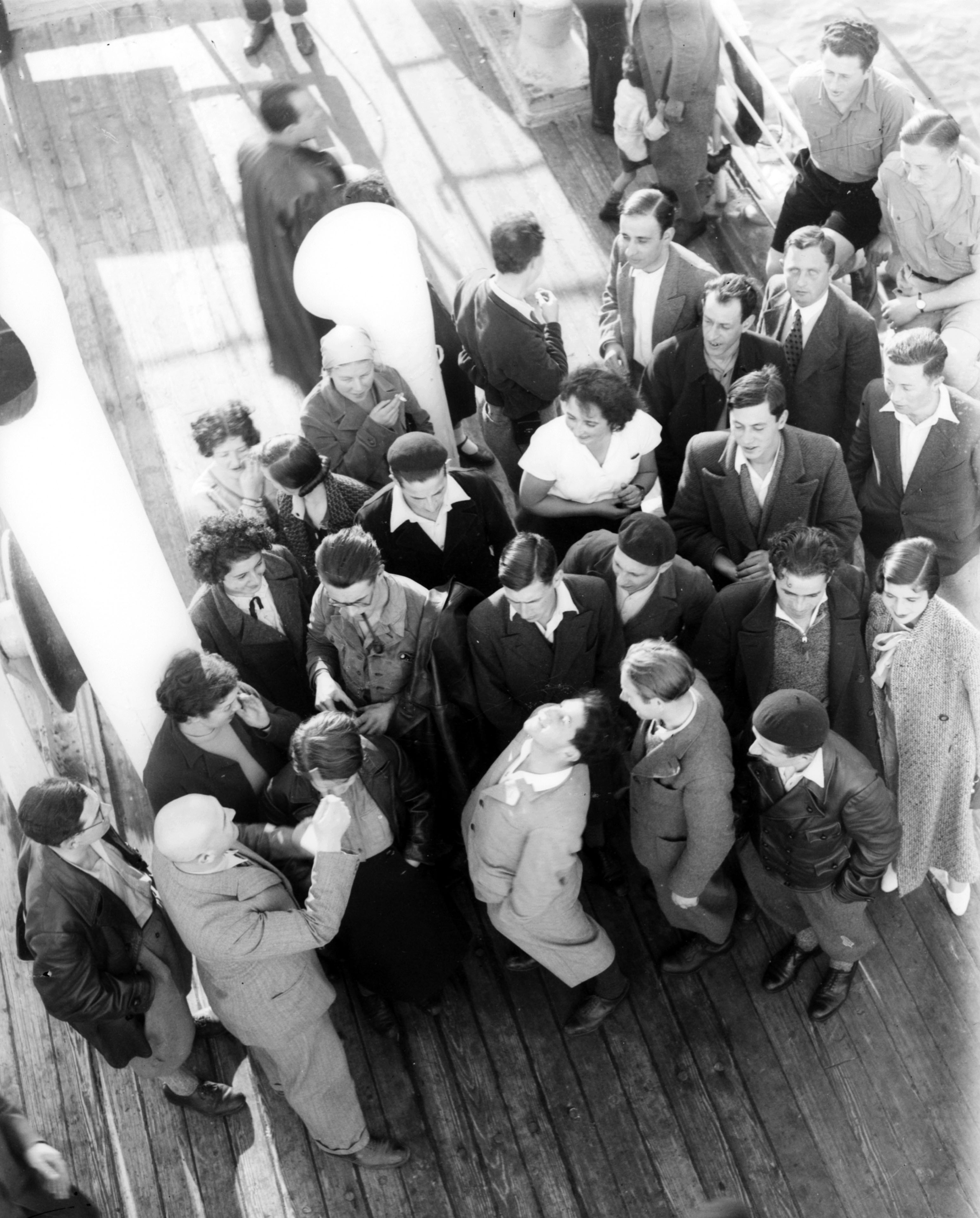
Imigrantes alemães chegando ao porto de Jafa em 1933